# Буссе, Эрнст
Эрнст Бу́ссе (нем. Ernst Busse; 24 ноября 1897, Золинген, Пруссия — 11 ноября 1952, Воркута, Коми АССР) — немецкий политик, член КПГ и впоследствии СЕПГ. Депутат рейхстага. Министр внутренних дел Тюрингии.

## Биография
Буссе вырос в бедной семье точильщика ножей и ножниц. Ещё в ранней молодости увлёкся политикой, участвовал в работе Союза социалистической рабочей молодёжи, затем Союза германских металлистов. Не попал на фронт в Первую мировую войну из-за туберкулёза, типичной профессиональной болезни золингенских точильщиков. Работал сезонным рабочим. Вступил в КПГ сразу после основания партии, вошёл в состав окружного правления и являлся рабочим корреспондентом и добровольным помощником издания Bergische Arbeiterstimme.
С 1925 года Буссе являлся освобождённым профсоюзным работником в Мёнхенгладбахе, с 1931 года — в Кёльне. Возглавлял окружное подразделение Революционной профсоюзной оппозиции. Избирался от КПГ в городское собрание Фирзена и в 1932 году — в рейхстаг.
После прихода национал-социалистов к власти в Германии Буссе перешёл на нелегальную профсоюзную работу в Эрфурте, был арестован. 12 ноября 1934 года Буссе был приговорён к трём годам тюремного заключения за «подготовку к государственной измене» (занимался распространением листовок) и «учреждение новых партий». Отбыв наказание в Касселе и Кёльне, Эрнст Буссе оказался в концентрационном лагере Лихтенбург, а после его расформирования в 1937 году — в концлагере Бухенвальд, где с самого начала был назначен старшим барака. С 1942 года Буссе занимал должность капо в лагерной больнице. Являлся одним из лидеров подпольного лагерного комитета. После освобождения концлагеря в апреле 1945 года американские военные власти назначили Буссе руководителем биржи труда земли Тюрингия в Эрфурте.
Первое расследование в отношении Буссе началось в СЕПГ ещё в октябре 1946 года: один из бывших узников написал на Буссе донос, в котором обвинил его в плохом обращении с заключёнными. За этим последовали новые партийные проверки, поскольку Буссе якобы слишком тесно сотрудничал с СС и не проявил себя в достаточной степени в спасении советских военнопленных в Бухенвальде. Вероятно, Буссе оказался жертвой борьбы за власть между членами КПГ, эмигрировавшими в СССР и остававшимися в Германии. Протоколы допросов свидетельствуют о том, что следователи не пытались войти в положение «красных капо». В последующее время Буссе доверяли всё менее важные задачи. В мае 1947 года он ушёл с поста министра, был назначен 4-м заместителем председателя Немецкого управления сельским и лесным хозяйством, возглавлял ведомство по проведению земельной реформы и с августа 1948 года работал членом наблюдательного совета Союза немецких потребительских товариществ.
18 апреля 1950 года Эрнста Буссе пригласили на совещание с советскими руководителями в Карлсхорсте, откуда он уже никогда не вернулся. 27 февраля 1951 года военным трибуналом гарнизона советского сектора города Берлина Эрнст Буссе был приговорён к пожизненному лишению свободы за военные преступления. Умер в особом лагере № 6 «Речной» в Воркуте. 31 марта 1990 года Эрнст Буссе был реабилитирован центральным товарищеским судом ПДС и признан жертвой сталинского режима. Реабилитации в СССР не проводилось.